# Garrulaxe bruyant
Garrulax strepitans
Espèce
Statut de conservation UICN

 LC  : Préoccupation mineure
Le Garrulaxe bruyant (Garrulax strepitans) est une espèce de passereaux de la famille des Leiothrichidae.

## Répartition
Son aire s'étend à travers l'est de la Birmanie, le sud du Yunnan, le nord-ouest du Laos et le nord de la Thaïlande.